# La velocità della luce
La velocità della luce (in spagnolo La velocidad de la luz) è un romanzo di Javier Cercas del 2005 pubblicato in Italia nel 2006 da Ugo Guanda Editore.

## Trama
Il protagonista e narratore della storia è un giovane spagnolo aspirante scrittore, che nel corso della storia si scoprirà essere un alter ego dello stesso Javier Cercas. Il suo racconto (narrato in prima persona) ha inizio in un appartamento buio e sudicio, a Barcellona, in calle Pujol, nei pressi di plaza Bonanova; appartamento che il protagonista divide con un vecchio amico d'infanzia, Marcos Luna, aspirante pittore. I due conducono una vita difficile in quanto sono costretti a mettere da parte le proprie aspirazioni artistiche per guadagnare, lavorando duramente, quel poco che gli permette di sopravvivere.
Una notte però, durante la primavera del 1987, un suo docente di letteratura, Marcelo Cuartero, lo convince ad accettare una borsa di studio del dipartimento di spagnolo dell'Università dell'Illinois, presso cui di lì a poco inizierà un lavoro come docente di letteratura spagnola a Urbana, nel Midwest degli Stati Uniti. Qui la sua situazione economica migliora e stringe dei rapporti d'amicizia con alcuni suoi colleghi e con altra gente del posto, il più importante dei quali si rivelerà ben presto essere un certo Rodney Falk, un quarantunenne di Rantoul, veterano della guerra del Vietnam, tormentato da terribili sensi di colpa per le azioni commesse in guerra.
Dopo la morte del fratello, Rodney aveva deciso di chiedere il trasferimento dall'impiego d'ufficio che gli era stato assegnato in Vietnam ad una squadra di combattimento in prima linea, direttamente nel cuore dello scontro. Qui Rodney aveva cominciato a manifestare un mutamento della personalità. Da convinto pacifista, catapultato involontariamente in guerra che non condivideva assolutamente, in seguito ad un incidente, si era scoperto esaltato dalla possibilità di togliere la vita ad altre persone. Il padre di Rodney, con cui il ragazzo si era tenuta in contatto per posta, non riesce però a comprendere del tutto i problemi del figlio, forse perché, essendo stato anch'esso un soldato nella seconda guerra mondiale, pensa che non vi siano differenze rilevanti tra il Vietnam e la guerra da lui vissuta in prima persona nel 1945.
Forse a causa della solitudine, i due instaurano un forte rapporto d'amicizia e cominciano a fidarsi l'uno dell'altro. Passano interi pomeriggi bevendo e discutendo di romanzi. Un giorno però, al ritorno da una breve vacanza, il protagonista non trova più Rodney, fuggito da Urbana senza dire a nessuno se e quando sarebbe tornato. Il padre di Rodney consegna al protagonista tutte le lettere inviategli dal figlio durante la guerra e gli racconta tutto ciò che sa di quella vicenda. Rimangono però dei buchi nella narrazione. Non tutto è chiaro come vorrebbe che fosse.
Due anni dopo il narratore torna in Spagna e, dopo una serie di romanzi passati quasi inosservati, pubblica finalmente Soldati di Salamina (un vero libro di Javier Cercas), un romanzo che si rifà ad un episodio della guerra civile spagnola. Il libro ottiene molto successo in Spagna e viene tradotto in venti lingue. Rodney riappare e, venutone a conoscenza, passa a fargli visita in Spagna. Il narratore, già da molto tempo ossessionato dall'idea di scrivere un libro sulla storia dell'amico, convince Rodney a rispondere a tutte le domande che ormai da diciassette anni lo tormentano senza trovare risposta. Il finale della storia è più tragico di quanto si aspettasse. I due si separano nuovamente.
Dopo un certo periodo di grandi riconoscimenti economici e sociali, incluse alcune infedeltà coniugali, una notte, in seguito ad una dura discussione, la moglie e il figlio del narratore muoiono in un incidente stradale. Lo scrittore cade in un profondo stato di depressione e per un po' di tempo trascorre le giornate in totale isolamento. Il ricordo del vecchio amico è forse l'unica speranza rimastagli per risollevarsi da quella condizione di morte apparente. Decide di tornare ad Urbana per poterlo rincontrare ma le cose non vanno come aveva previsto. Rodney si è tolto la vita qualche mese prima. La moglie però riesce finalmente a convincere il narratore a scrivere un libro sulla sua storia.

## Edizioni
- Javier Cercas, La velocità della luce, traduzione di Pino Cacucci, collana Narratori della fenice, Guanda, 2006,  p. 247, ISBN 88-8246-909-3.